# كي. أي. أبلغيت
كي. أي. أبلغيت (بالإنجليزية: K. A. Applegate)‏ (19 يوليو 1956، آن آربر في الولايات المتحدة)؛ كاتِبة مُتخصِّصة في أدب الأطفال وروائية أمريكية.

## الجوائز
- جائزة نيوبري

## روابط خارجية
- كي. أي. أبلغيت على موقع IMDb (الإنجليزية)
- كي. أي. أبلغيت على موقع ديسكوغز (الإنجليزية)
- كي. أي. أبلغيت على موقع قاعدة بيانات الفيلم (الإنجليزية)